# Pusterla della Chiusa
La Pusterla della Chiusa (in origine Pusterla di San Lorenzo) era una delle porte minori (chiamate anche "pusterle") poste sul tracciato medievale delle mura di Milano.

## Storia
Sorgeva fra la Pusterla Lodovica e Porta Ticinese, indicativamente non distante dalla Basilica di San Lorenzo. Dalla Basilica di San Lorenzo originariamente partiva la strada per San Michele. Il cambio di denominazione arrivò nel 1171, quando venne realizzata appunto la chiusa che regolava il livello dell'acqua nei vari canali della città. 
Da una semplice torre ad un'arcata, al termine della realizzazione della chiusa venne affiancata da una seconda torre difensiva, che avrebbe poi assunto il nome di Torre dell'Imperatore, da Manuele I, Imperatore di Bisanzio, che avrebbe finanziato le fortificazioni di Milano contro il Barbarossa. La struttura avrebbe dovuto diventare un Hexenturm (carcere per streghe e stregoni) durante la Controriforma, per volontà dell'allora vescovo di Milano Federico Borromeo (c. 1595–1631), ma il progetto venne abbandonato.
La pusterla della Chiusa venne in seguito demolita: mancano però documenti che attestino questa demolizione, quindi l'anno di abbattimento della struttura è sconosciuto.